# استفانی مایر
استفانی میِر (به انگلیسی: Stephenie Meyer) با نام اصلی استفانی مورگان (زادهٔ ۲۴ دسامبر ۱۹۷۳)، نویسنده و تهیه‌کننده آمریکایی است که بیشتر به خاطر نگارش سری رمان رمانتیک خون‌آشامی گرگ‌ومیش مشهور است. این سری بیش از صد میلیون نسخه در سراسر دنیا فروش رفت و به ۳۷ زبان دنیا ترجمه شد. در سال ۲۰۰۳، هنگامی که همراه با سه فرزند خود در خانه به سر می‌برد، رؤیای خلق بلا و ادوارد به ذهنش رسید تا داستانی بنویسد که آن داستان تبدیل به گرگ و میش شد. این کتاب در سال ۲۰۰۵ منتشر شد و ناگهان میر با نویسندگان معروفی چون جوآن رولینگ مقایسه شد. میر چندین دنباله برای گرگ و میش نوشت که شامل ماه نو در سال ۲۰۰۶، کسوف در ۲۰۰۷ و سپیده‌دم در ۲۰۰۸ می‌شد. میر همچنین در سال ۲۰۰۸، اولین رمان بزرگسال خود با نام میزبان که یک رمان علمی–تخیلی و رمانتیک است را منتشر کرد.
مایر در هفته‌نامه تایم از بین ۱۰۰ انسان تأثیرگذار در سال ۲۰۰۸، در مکان ۴۹ قرار گرفت. همچنین در سال ۲۰۱۰، مجله فوربز او را به عنوان پنجاه و نهمین شخص نامدار با درآمد سالانه ۴۰ میلیون دلار قرار داد.

## زندگی شخصی
قبل از فارغ‌التحصیلی، مایر دوباره با دوست دوران کودکی خود کریستیئن (ملقب به پانچو) آشنا شد و در سال ۱۹۹۴، در ۲۱ سالگی با او ازدواج کرد. آن‌ها صاحب سه فرزند پسر با نامهای گبی، ست و الی شدند. بعد از فارغ‌التحصیلی در رشته ادبیات انگلیسی از دانشگاه بریگهم یانگ در سال ۱۹۹۷، مایر تصمیم گرفت یک خانم خانه‌دار شود و فرزندان خود را بزرگ کند.

## کتاب‌های منتشرشده
سری گرگ‌ومیش
1. گرگ‌ومیش (۲۰۰۵)
2. ماه نو (۲۰۰۶)
3. خسوف (۲۰۰۷)
4. سپیده‌دم (۲۰۰۸)

- داستانی کوتاه از زندگی دوم بری تانر (داستان کوتاه ۲۰۱۰)
- دائرةالمعارف مصور گرگ و میش (۲۰۱۱)

کتاب‌های دیگر
- مهمانی‌های جهنمی (بخش ۲۰۰۷)
- میزبان (۲۰۰۸)
- شیمیدان" (۲۰۱۶)